# Metacalypogeia cordifolia
Metacalypogeia cordifolia là một loài rêu tản trong họ Calypogeiaceae. Loài này được (Stephani) Inoue miêu tả khoa học lần đầu tiên năm 1959.